# قرة حسنلو (نمين)
قرة هي قرية في مقاطعة نمين، إيران. عدد سكان هذه القرية هو 313 في سنة 2006.